# Barcode Architects
Barcode Architects is een Nederlands architectenbureau en heeft zijn hoofdkantoor in Rotterdam. 

## Portfolio
Het bureau heeft onder andere het masterplan gemaakt voor de Rijnhaven in Rotterdam. Tevens heeft het bureau het ontwerp gemaakt voor de in Rotterdam te bouwen driehoekige toren CasaNova. in Amsterdam heeft het bijgedragen aan het ontwerp voor het Sluishuis op IJburg. Ook diende dit bureau een ontwerp in voor de verbouwing van Station Groningen.

### Bartok (Arnhem)
Bartok werd gebouwd als appartementencomplex in Arnhem. De bouw startte in 2013 en was in 2018 afgerond. In 2020 won het gebouw de Heuvelinkprijs, een tweejaarlijkse Arnhemse architectuurprijs voor nieuwbouw.

### The Muse en CasaNova (Rotterdam)
De woontorens The Muse en CasaNova werden gebouwd met als doel het vormen van een nieuw woongebied aan de kade van de historische Rotterdamse Wijnhaven. De bouw van The Muse startte in 2014, en de bouw van CasaNova ging in 2017 van start. In het ontwerp delen beide woontorens een daktuin, twee gastenkamers, een huismeesterservice en een fitnessruimte.

### VOLT (Delft)
Het appartementencomplex VOLT in Delft bestaat uit drie gebouwen rond een klein pleintje met binnentuin, met op de begane grond enkele winkels, restaurantjes en andere commerciële bedrijvigheid. Het gebouw verrees aan de rand van de wijk Delftzicht, als onderdeel van het stadsvernieuwingsproject in de voormalige Delftse spoorzone. Het complex grenst aan de Ireneboulevard en het Van Leeuwenhoekpark. De bouw startte in 2017 en bouwer ERA Contours leverde het in 2020 op. De binnentuin, die pas werd voltooid na de oplevering van de omliggende appartementen, won in 2023 de Le Comteprijs 2022 voor de beste verfraaiing van het Delftse stadsbeeld. 

### Sluishuis (Amsterdam)
Het woonwerkcomplex Sluishuis in de Amsterdamse wijk IJburg werd ontworpen in samenwerking met BIG, het bureau van de Deense architect Bjarke Ingels. Het beeldbepalende gebouw bevindt zich bij de entree van het Steigereiland en werd in 2022 officieel geopend. 

### Hyde Park (Hoofddorp)
Barcode Architects was een van de architectenbureaus die mocht meedenken bij het ontwerp voor het stedenbouwkundige project Hyde Park in Hoofddorp.  

## Fotogalerij

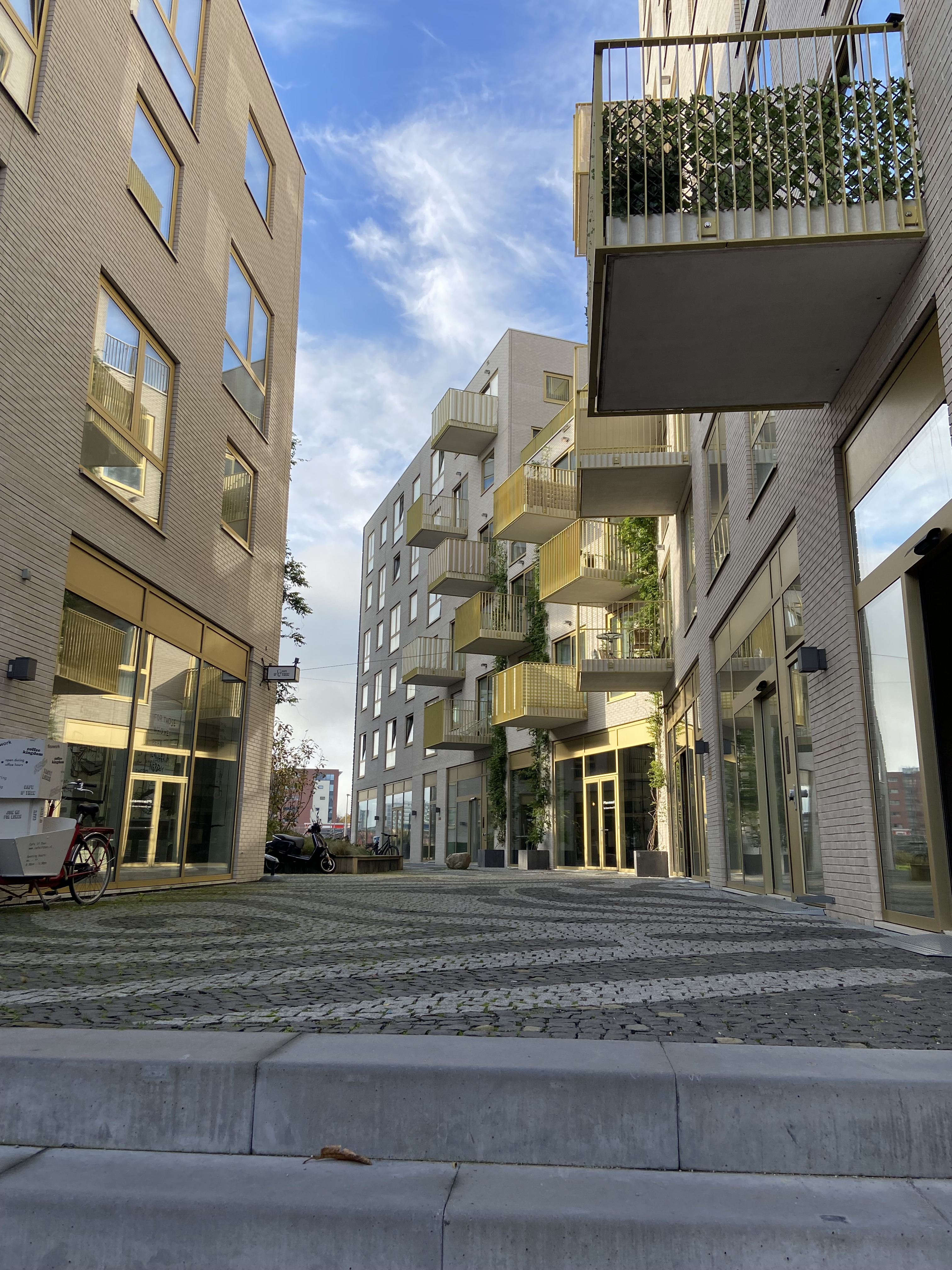
VOLT, Delft
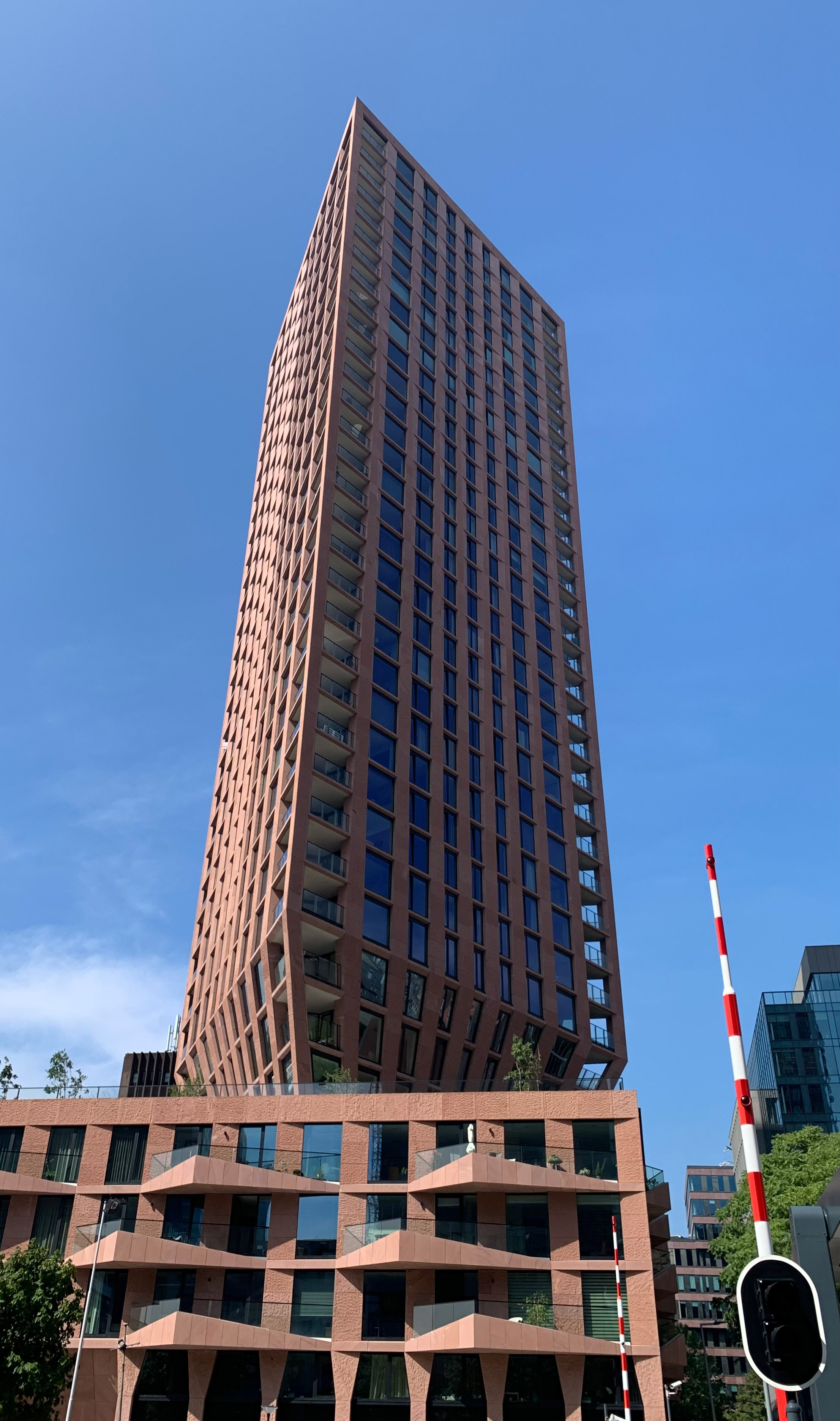
CasaNova, Rotterdam
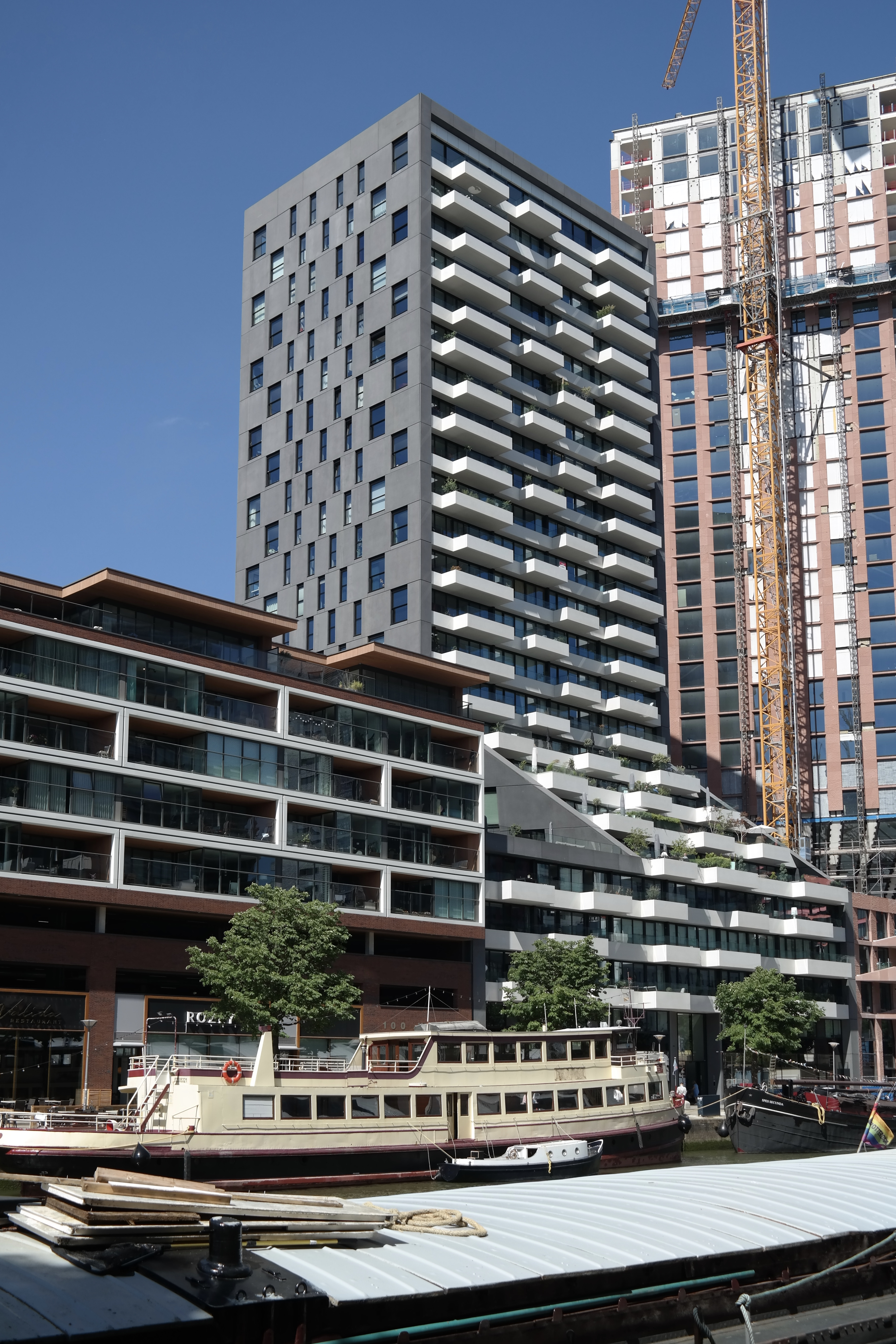
The Muse, Rotterdam
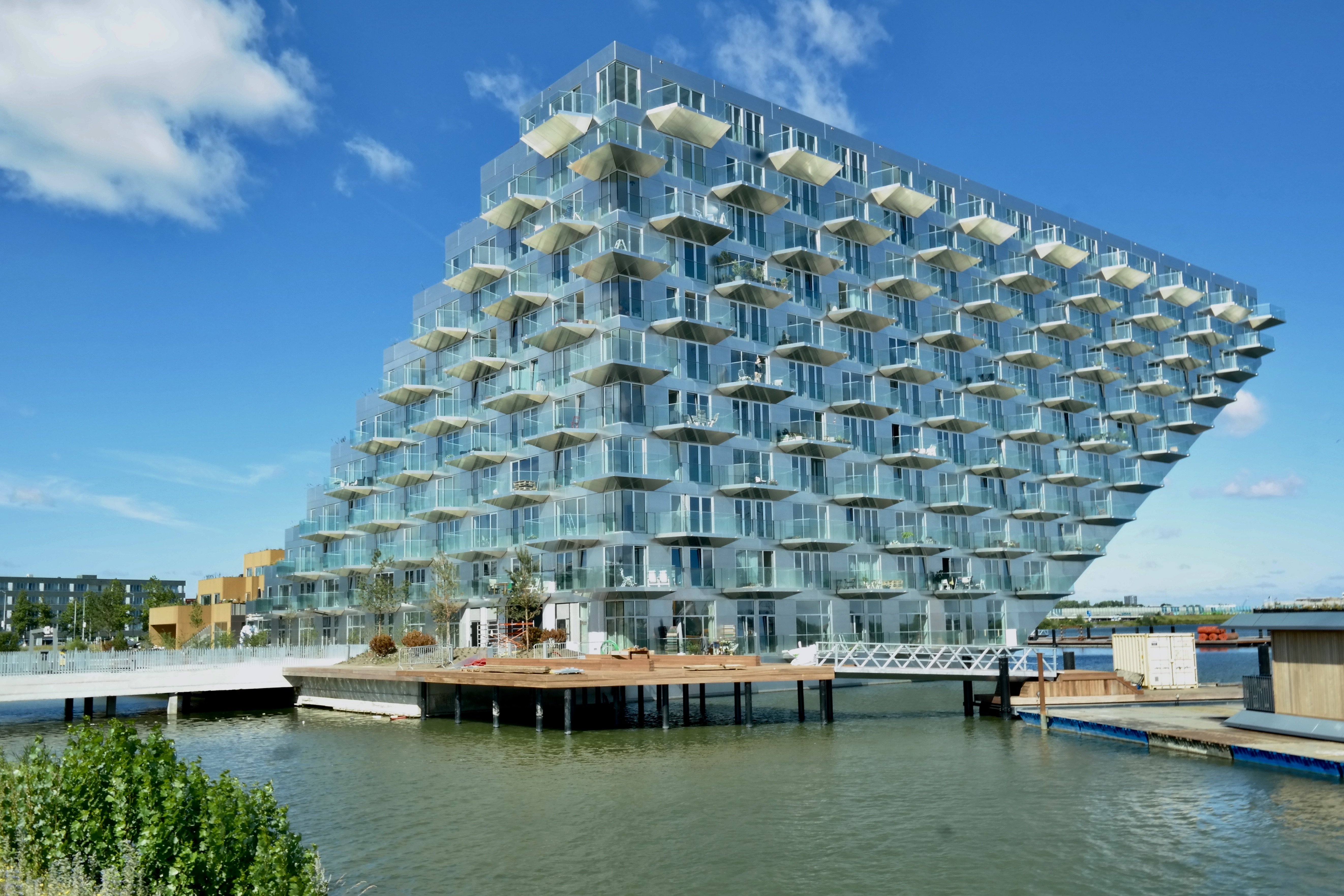
Sluishuis, Amsterdam